# Relaciones Chile-Italia
Las relaciones entre Chile e Italia son las relaciones bilaterales entre la República de Chile y la República Italiana. La relación entre Chile e Italia se basa en una larga historia de contactos que han tenido lugar a nivel político, pero también debido a la presencia de una importante comunidad italiana en Chile y de chilenos en Italia. Ambas naciones son miembros de la Organización de las Naciones Unidas y la Organización para la Cooperación y el Desarrollo Económicos (OCDE).

## Historia

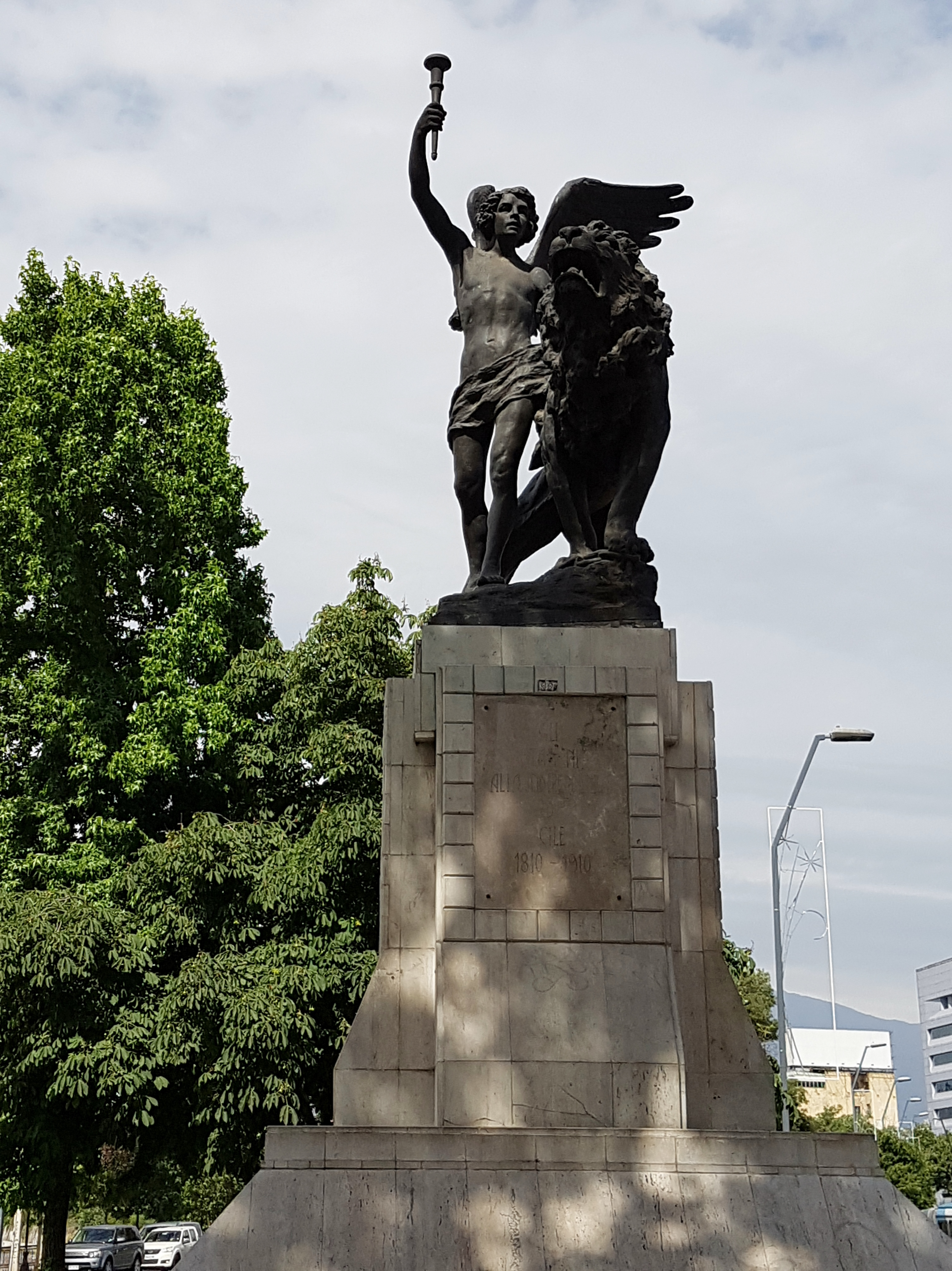
Monumento al Genio de la Libertad donado por la comunidad italiana en Chile en conmemoración del centenario de Chile.

En 1818, Chile declaró su independencia de España. Al mismo tiempo, Italia estaba formada por estados italianos independientes. En 1857, el Reino de Cerdeña y Chile firmaron un Tratado de Amistad, Comercio y Navegación. En enero de 1864, Chile reconoció a la Italia recién unificada cuando el entonces Presidente chileno, José Joaquín Pérez, envió una carta en respuesta a la solicitud de reconocimiento del Rey Víctor Manuel II de Italia.
Al mes siguiente, un embajador chileno fue nombrado ante la corte italiana.
Entre 1880 y 1930, más de 10 000 italianos emigraron a Chile, la mayoría de ellos instalándose en Santiago y en Valparaíso. En 1924, el Príncipe italiano de Piamonte (futuro Rey Humberto II) visitó Chile. La razón de la visita del Príncipe a Chile (y otras naciones sudamericanas) fue parte de un plan político del fascismo para vincular a los italianos que vivían fuera de Italia con su madre patria. En 1943 durante la Segunda Guerra Mundial, Chile declaró la guerra a las Potencias del Eje (lo cual incluía a Italia) y los ciudadanos de las naciones enemigas fueron encerrados en el Campamento de Prisioneros de Pisagua.
El 11 de septiembre de 1973, el gobierno del Presidente Salvador Allende sufrió un golpe de Estado por parte del General Augusto Pinochet quien fue respaldado por el gobierno de los Estados Unidos. Se declaró que el presidente Allende se había suicidado durante el golpe y el General Pinochet asumió el gobierno y se convirtió en el nuevo Presidente del país. Inmediatamente, Pinochet comenzó a arrestar, torturar y ejecutar a los seguidores del Presidente Allende. Durante este tiempo, miles de chilenos buscaron refugio en embajadas europeas y latinoamericanas en la capital chilena. Aproximadamente 700 chilenos e italianos escaparon a la embajada italiana en Santiago en busca de refugio. En noviembre de 1974, el cuerpo de una mujer chilena fue arrojado sobre los muros de la embajada italiana. La mujer, Lumi Videla, tenía signos evidentes de tortura. Fue una estratagema del gobierno chileno para difundir rumores falsos de que la mujer había muerto dentro de la propiedad de la embajada y afirmar falsamente que los asilados la habían matado como pretexto para aumentar la presión sobre la embajada que alberga a varios partidarios antigubernamentales. El gobierno italiano ayudó a varios de los asilados a abandonar la embajada a la Argentina y algunos fueron reasentados en Italia. Entre 1973 y 1989, Italia no nombró embajadores en Chile.
En los últimos años, la relación se ha intensificado tanto a nivel político, comercial y cultural. En junio de 2015, la presidenta chilena Michelle Bachelet realizó una visita de Estado a Italia, donde participó de la inauguración del pabellón de Chile en la Expo 2015 celebrada en Milán. En octubre de 2015, el primer ministro italiano Matteo Renzi realizó una visita a Chile. En agosto de 2020, una delegación de personal médico italiano arribó a Santiago para incorporarse al Hospital Clínico de la Universidad de Chile, en el marco de la pandemia de enfermedad por coronavirus.

## Acuerdos bilaterales
Ambas naciones han firmado varios acuerdos, como por ejemplo:
- Tratado de Comercio y Navegación (1911)
- Acuerdo sobre el servicio militar (1959)
- Acuerdo de Cooperación Económica, Industrial y Científica (1994)
- Acuerdo de Cooperación Técnica y Cultural (1994)
- Acuerdo para la Promoción y Protección de Inversiones y su Protocolo (1995)
- Acuerdo de Cooperación en la lucha contra el terrorismo, el crimen organizado y el narcotráfico (1996)
- Acuerdo sobre colaboración cultural y sus protocolos ejecutivos (1997)
- Acuerdo de Cooperación Antártica (2001)
- Acuerdo de cooperación técnica y asistencia mutua entre los Carabineros de Chile y el Carabinieri italiano (2006)
- Tratado de Asistencia Mutua en Materia Penal (2011)
- Acuerdo de coproducción cinematográfica (2013)
- Acuerdo de Cooperación en el sector de Defensa (2016)
- Acuerdo para eliminar la doble imposición en relación con los impuestos sobre la renta y para prevenir la evasión fiscal y su protocolo (2016)
- Acuerdo de Asistencia Administrativa Mutua para la Prevención, Investigación y Represión de Delitos Aduaneros (2017)
- Tratado de Extradición (2017).[2]

## Relaciones comerciales
Los sistemas económicos de Italia y Chile se pueden considerar como complementarios, pues mientras Chile exporta materias primas, algunas estratégicas para la economía italiana (como cobre y celulosa), Italia exporta maquinaria de alto valor añadido, a su vez necesaria para los procesos productivos chilenos. Los contactos comerciales entre ambos países son de larga data: ya en 1916 se estableció en Valparaíso la Cámara de Comercio Italiana en Chile, como una asociación sin fines de lucro para el fortalecimiento de las relaciones entre ambos países.
En 2002, Chile firmó un tratado de libre comercio con la Unión Europea (lo cual incluye a Italia). Un nuevo Acuerdo de Asociación, firmado por ambas partes en diciembre de 2023, busca ampliar las relaciones comerciales en nuevos ámbitos de cooperación (incluyendo aduanas, medio ambiente, competencia, transparencia, inversiones, denominaciones de origen y simplificación de procedimientos comerciales).
En 2023, el intercambio comercial entre ambos países ascendió a los 2 298 millones de dólares estadounidenses, lo que supuso un 1.7% de crecimiento promedio anual en los últimos cinco años. Los principales productos exportados por Chile fueron cátodos de cobre, avellanas, molibdeno y yodo, mientras que Italia exportó mayoritariamente máquinas para limpieza o clasificación de frutas, máquinas para vehículos de carretera y máquinas embotelladoras.

## Misiones diplomáticas
- Chile tiene una embajada en Roma y un consulado general en Milán.[14]
- Italia tiene una embajada en Santiago.[15]

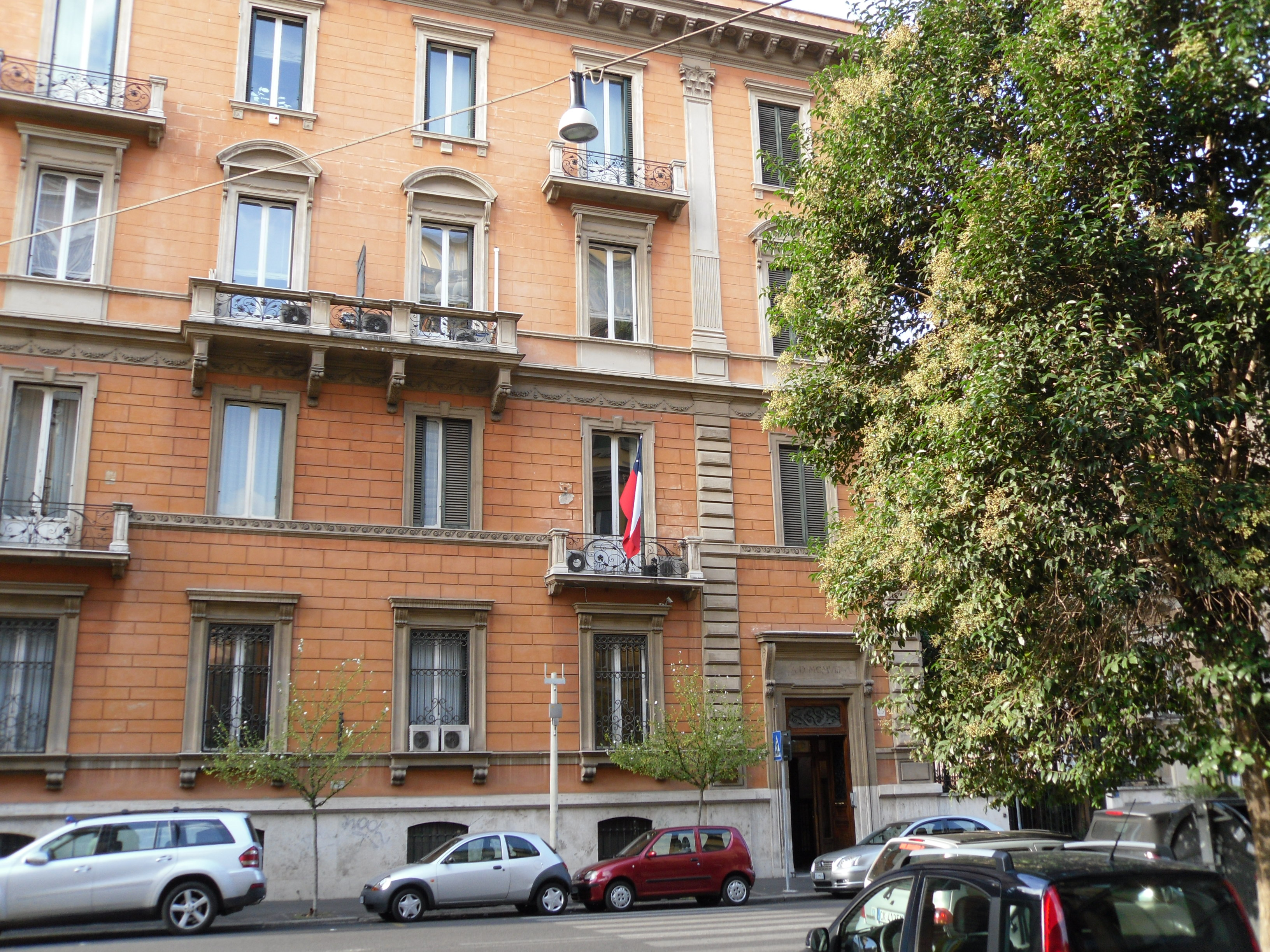
Antiguo edificio de la Embajada de Chile en Roma
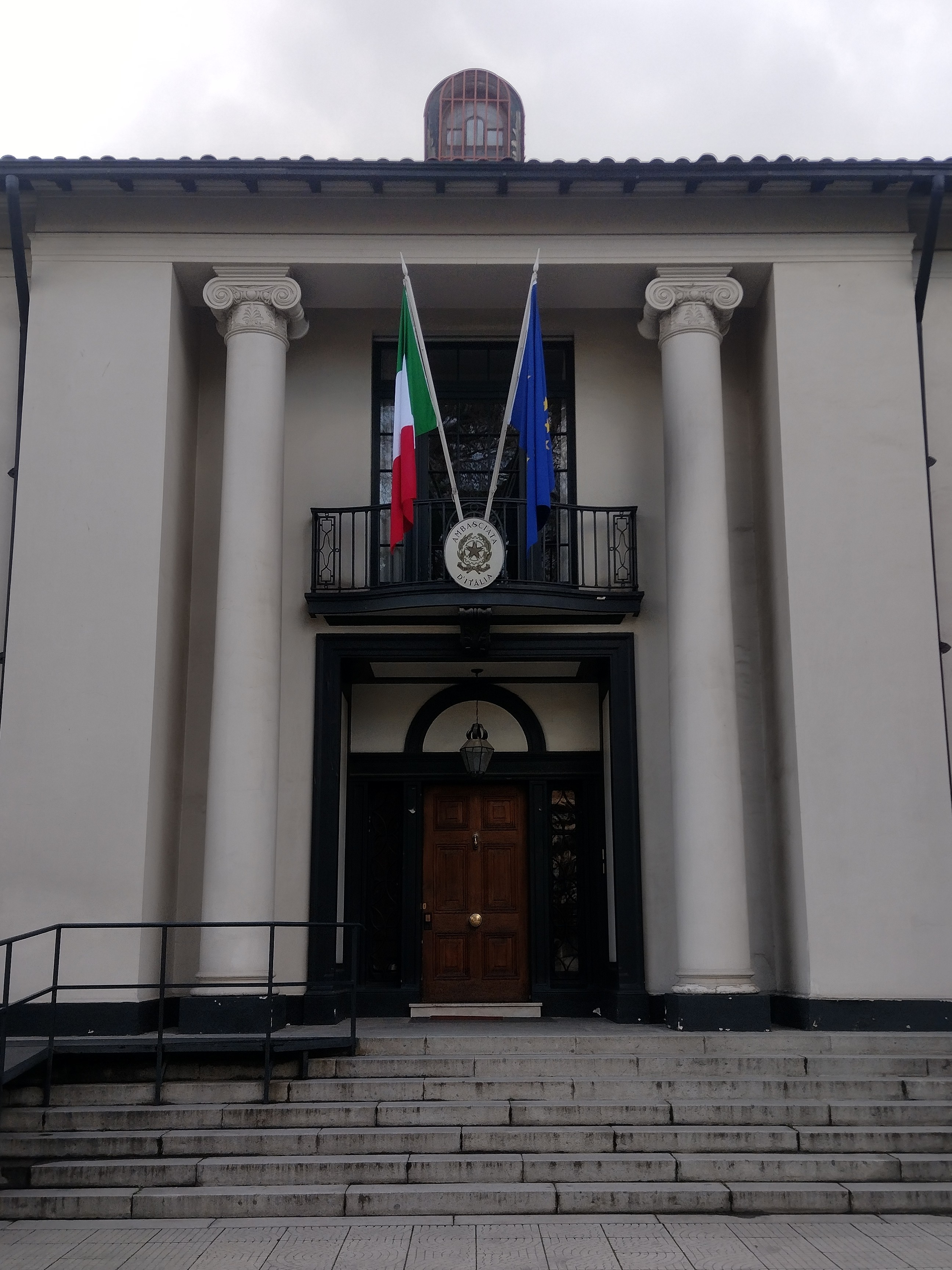
Embajada de Italia en Santiago de Chile